# Алікс далле Карчері
Алікс (Алісія) далле Карчері (італ. Alicia dalle Carceri; д/н — 1313) — триархіня південного Негропонте в 1278—1299 роках.

## Життєпис
Походила з веронського шляхетського роду далле Карчері. Донька Нарцотто, триарха північного і південного Негропонте, та Фелізи далле Карчері, триархіні 1/6 центрального Негропонте. Про діяльність Алікс обмаль відомостей. 1278 року після смерті брата Маріно II успадкувала права на південне Негропонте, але його зайняли візантійці.
Лише між 1290 і 1294 роками зуміла повернути собі володіння. Але значний вплив мала Венеціанська республіка. 1299 року влаштовано шлюб з Джорджо Гізі, синьйором Тіноса і Міконоса. З цього часу чоловік Алікс фактично розпоряджався триархією до його загибелі у 1311 року.
Протягом наступних 2 років Алікс керувала триархією разом з неповнолітнім сином Бартоломео. Померла 1313 року.

## Родина
Чоловік — Джорджо I Гізі, синьйор Тіноса і Міконоса.
Діти:
- Бартоломео (д/н—1341), триарх південного Негропонте
- Маріно, синьйор Тіноса
- Філіпа, дружина Даніеле Брагадіні, патриція Венеції
- Алікс, дружина Руджієро Премірано, патриція Венеції